# Rue du 8 Mai 1945
Die Rue du 8 Mai 1945 ist eine Straße im 10. Arrondissement von Paris. Sie befindet sich am Schnittpunkt der drei Quartiers Saint-Vincent-de-Paul, Porte Saint-Denis und Porte Saint-Martin.

## Lage
Die Rue du 8 Mai 1945 verbindet ab der Nr. 131 die Rue du Faubourg-Saint-Martin mit dem Boulevard de Magenta in Höhe der Nr. 84. Zuvor kreuzt sie auf der Höhe der Nr. 122 die Rue du Faubourg Saint-Denis. Sie passiert den Vorplatz (Place du 11 Novembre 1918) und die Eingangsfassade des Bahnhofs Gare de l’Est. Der Boulevard de Strasbourg und die Rue d’Alsace sind wichtige Querverbindungen.
Die Straße erreicht man über die Metrostation Gare de l’Est mit den Linien  ,  und .

## Namensursprung
Das Datum 8. Mai 1945 soll an die Kapitulation der deutschen Wehrmacht am Ende des Zweiten Weltkriegs erinnern.

## Geschichte

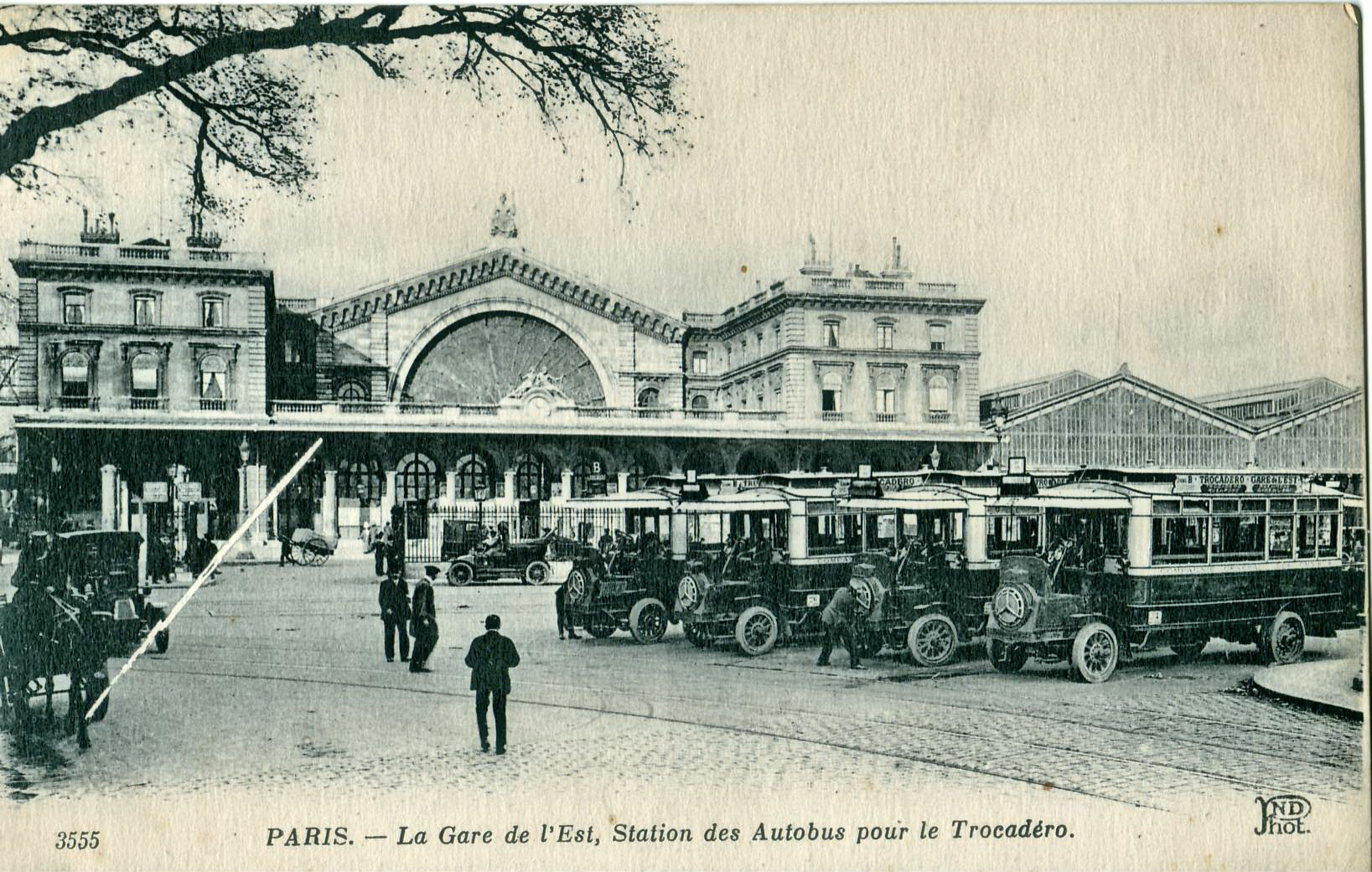
Postkarte (vor 1921) mit der Rue du 8 Mai 1945 (damals Rue de Strasbourg) und dem Gare de l’Est

1826 wurde die Rue Neuve–Chabrol auf dem Gelände des ehemaligen Marktes Saint–Laurent eröffnet. Auf Beschluss des Stadtrats vom 7. Dezember 1847 wurde sie wieder Rue de Strasbourg genannt. Im Jahr 1966 wurde sie in Rue du 8 Mai 1945, zum Gedenken an die Kapitulation der deutschen Wehrmacht, umbenannt.
An der Rue du 8 Mai 1945 befinden sich mehrere große Hotels sowie Restaurants und Lebensmittelgeschäfte.